# Dasineura dryophila
Dasineura dryophila är en tvåvingeart som först beskrevs av Ewald Rübsaamen 1917.  Dasineura dryophila ingår i släktet Dasineura och familjen gallmyggor. Inga underarter finns listade i Catalogue of Life.